# Pseudotriakidae
Pseudotriakidae är en familj av hajar. Pseudotriakidae ingår i ordningen gråhajartade hajar, klassen hajar och rockor, fylumet ryggsträngsdjur och riket djur. Enligt Catalogue of Life omfattar familjen Pseudotriakidae 2 arter.
Familjens medlemmar förekommer i alla tropiska och tempererade hav. De dyker vanligen till ett djup av 200 till 1500 meter.
Arterna har vanligen en brun färg. Deras ögon är långsträckta som hos katterna. Ett annat kännetecken är den breda munnen. I varje käke finns 200 eller fler rader med tänder. Äggen kläcks inuti honans kropp så att två till fyra levande ungar föds. Arterna har troligtvis fiskar och olika ryggradslösa djur som föda.
Släkten enligt Catalogue of Life:
- Gollum
- Pseudotriakis